# Cerkev sv. Lovrenca, Lokavec
Cerkev sv. Lovrenca je župnijska cerkev Župnije Lokavec, ki stoji v srednjem delu vasi Lokavec, na nadmorski višini 163 m. Zgrajena med leti 1933 in 1935 po načrtih Maksa Fabianija.

## Zgodovina cerkve
To župnijsko cerkev svetega Lovrenca so po načrtih Maksa Fabianija začeli graditi leta 1933 in jo dokončali leta 1935 ter jo 21. julija 1935 blagoslovili. Posvečena je bila na predvečer 50. obletnice blagoslovitve (20.7.1985).
Ob cerkvi je bilo sočasno zgrajeno tudi župnišče. Prvi župnik je, nekaj mesecev pozneje, postal Henrik Črnigoj, ki je bil že 28. leto tukajšnji vikar. Župnik Henrik je nato župnijo vodil še dobrih 28 let.

## Poslikava in preureditev
Leta 1936 je apsido v prezbiteriju poslikala italijanska slikarka in keramičarka Neera Gatti (1906-1973). Blagoslov freske je bil 10. avgusta 1936.
Leseno prižnico, ki je stala na levi strani v ladji, so skurili drugo polovico leta 1966, ko so v cerkvi obnavljali električno napeljavo. Prižnico in lesene oltarje je naredil domačin Kristjan Čopič (1882-1950).
Leta 1972 je bila cerkev preurejena po novih pokoncilskih smernicah, po načrtih, Fabianijevega učenca, Janeza Valentinčiča.
Nov daritveni oltar iz makedonskega sivca je bil blagoslovljen 24.6.1972.
Cerkev je leta 1983 dobila 6 vitražev, po zamisli mojstra Tomaža Perka (1947-).

## Glavni oltar
Leta 1966 so iz stare cerkve pripeljali vse tri oltarje (dva kamnita in enega z zidano menzo) in prižnico ter jih vskladiščili na koru ter na podstrešju. Leta 1988 (blagoslovljen 2.4.1989) so v prezbiterij postavili veliki oltar iz leta 1770, posvečen sv. Lovrencu. Sliko sv. Lovrenca je leta 1772 naslikal Anton Cebej. Ob oltarju sta kipa sv. Gervazija in sv. Protazija (godujeta 19. junija). Oltar umetnostno-zgodovinsko ne spada v to cerkev, primerno bi bilo, da se ga postavi nazaj na prvotno mesto v staro cerkev v Brithu.

## Orgle
Leta 1935 so na kor postavili harmonij, ki se je leta 1989 umaknil novim orglam, saj je
2. aprila 1989 takratni koprski škof Metod Pirih blagoslovil nove 16-registrske orgle, ki imajo dva manuala in 976 piščali ter so 204. opus mojstra Antona Jenka iz Šentvida nad Ljubljano. Za njih so farani odšteli 60.000 nemških mark. Orgle imajo od leta 2017 tudi jezičniški register Trobenta 8´.
Dispozicija:
| I Manual |               |        |
| 1.       | Principal     | 8’     |
| 2.       | Dvojna flavta | 8’     |
| 3.       | Trobenta      | 8’     |
| 4.       | Oktava        | 4’     |
| 5.       | Blok flavta   | 2’     |
| 6.       | Mikstura III  | 1 1/3’ |

| II Manual |              |        |
| 7.        | Burdon       | 8’     |
| 8.        | Salicional   | 8’     |
| 9.        | Cevna flavta | 4’     |
| 10.       | Kvinta       | 2 2/3’ |
| 11.       | Pikolo       | 2’     |
| 12.       | Terca        | 1 3/5’ |

| Pedal |          |     |
| 13.   | Subbas   | 16’ |
| 14.   | Pianobas | 16’ |
| 15.   | Oktavbas | 8’  |
| 16.   | Koral    | 4’  |

## Zvonovi
V zvoniku so bili do 7.1.1943 trije bronasti zvonovi, ki so bili prenešeni iz stare cerkve v začetku julija 1935:
1. je bil iz leta 1922 (imel letnico 1921), mase 1261 kg, (ton D, premer 129 cm; livarna Broili v Vidmu),
2. je bil iz leta 1922 (imel letnico 1921), mase 900 kg, (ton E, premer 113 cm; livarna Broili v Vidmu),
3. je bil iz leta 1922 (imel letnico 1921), mase 625 kg, (ton Fis, premer 103 cm; livarna Broili v Vimdmu).

V zvoniku so danes trije bronasti zvonovi:
1. iz leta 1922 (ima letnico 1921), mase 1261 kg, ki je prenešen iz stare cerkve (ton D -1/16, premer 129 cm; livarna Broili v Vidmu),
2. iz leta 1988, mase 652 kg (ton Fis -4/16, premer 110,2 cm; livarna v Žalcu, op. 769),
3. iz leta 1988, mase 394 kg (ton A +-0, premer 92,7 cm; livarna v Žalcu, op. 770).

Manjša nova zvonova je 27.3.1988 posvetil koprski škof Metod Pirih.
V zvonik pa sta bila dvignjena na veliki petek 1.4.1988.

## Župnijska dvorana
Župnijska dvorana je bila dograjena leta 1985 ter sprejme okrog 200 ljudi.

## Pokopališče
Včasih je bilo pokopališče okrog stare cerkve.
Novo obzidano pokopališče, ki je dobrih 100 metrov južno od stare cerkve, je bilo blagoslovljeno 11. novembra 1849. Dne 25.6.1972 je bilo blagoslovljeno, proti severovzhodu, povečano pokopališče. Na njem je bilo do konca leta 2023 pokopanih 2.906 ljudi.
Nova mrliška vežica iz leta 2014 stoji na ploščadi pod pokopališčem. Načrt zanjo je naredil domačin arhitekt Andrej Čopič.